# National Association Football League
De National Association Football League (National Association Foot Ball League) is een voormalige Amerikaanse voetbalcompetitie opgericht in 1895. De competitie heeft in twee tijdslijnen bestaan. Eerst van 1895 tot 1899 en daarna vanaf 1906 tot 1921.

## Geschiedenis
In april 1895 ging de competitie van start met 8 deelnemende teams. De teams kwamen vooral uit de regio van New Jersey en New York. Mede door de Spaans-Amerikaanse Oorlog in 1899 kwamen er veel teams in moeilijkheden. Door de recessie en de oorlog werden de teams en competitie ontbonden voor onbepaalde tijd. In 1906 ging de competitie weer van start. Doordat de grote teams in de competitie graag volledig professioneel wilden spelen richten deze in 1921 de American Soccer League op. Hierdoor kwam de NAFBL te vervallen.

## Deelnemende teams

### Teams in 1895 - 1898
| Club                | Seizoen | Seizoen | Seizoen | Seizoen | Seizoen |
| Club                | 1895    | 1896    | 1897    | 1898    | 1899    |
| ------------------- | ------- | ------- | ------- | ------- | ------- |
| Americus AA         | X       | -       | -       | -       | -       |
| Bayonne Bayside     | -       | -       | -       | X       | X       |
| Brooklyn Wanderers  | X       | X       | X       | X       | X       |
| Centreville AC      | X       | X       | X       | X       | X       |
| International AC    | X       | X       | -       | -       | -       |
| Kearny AC           | -       | -       | X       | X       | -       |
| Kearny Arlington    | -       | -       | X       | X       | X       |
| Kearny Cedars       | -       | -       | -       | X       | X       |
| Kearny Scots        | X       | X       | X       | X       | X       |
| Newark Caledonians  | X       | X       | -       | -       | -       |
| New York Thistes    | X       | X       | -       | -       | -       |
| Paterson Crescent   | -       | -       | X       | X       | -       |
| Paterson True Blues | -       | -       | X       | X       | -       |

### Teams in 1906 - 1921
- Babcock and Wilcox (1915-1919, 1920-1921)
- Bethlehem Steel FC (1917-1921)
- Bronx United (1910-1915)
- Brooklyn Field Club (1909-1916)
- Brooklyn Morse Dry Dock (1919-1920)
- Brooklyn Robins Dry Dock (1918-1921)
- Bunker Hill FC (1920)
- Dublin FC (1916-1917)
- Clark AA (East Newark Clark AA) (1906-1907, 1908-1909)
- Essex County FC (1906-1907)
- Gorden Rangers (1906)
- Haledon Thistles (1915-1916)
- Harrison Alley Boys (1915-1916)
- Hollywood Inn FC (1907-1908)
- Jersey AC (1907-1908, 1909-1918)
- Kearny AC (1906-1907)
- Kearny Erie (Harrison Erie SC of Erie AA) (1919-1921)
- Kearny Scots (Schots-Amerikaans of Schotse-Amerikanen) (1906-1918)
- Kearny Federal Ship (1919-1921)
- Kearny Stars (1906-1907)
- Newark Caledonians (1912-1914)
- Newark FC (1906-1911, 1912-1915)
- Newark Hearts (1906-1908)
- Newark Ironsides (1916-1917)
- New York Clan MacDonald (1907-1908, 1913-1915)
- New York FC (1916-1921)
- New York IRT (1919)
- Paterson FC (1917-1920)
- Paterson Rangers (1906-1915)
- Paterson True Blues (1906-1915)
- Paterson Wilberforce (1909-1914)
- Disston AA (Tacony Disston of Philadelphia Disston) (1917-1918, 1919-1921)
- Philadelphia Merchant Ship (1918-1920)
- St. George FC (1913-1914)
- West Hudson AA (1906-1907, 1908-1918)
- West New York Burns Club (1906-1907)

## Kampioenen
| Year      | Winner                              | Runners-up                 |
| --------- | ----------------------------------- | -------------------------- |
| 1895      | Centreville AC                      | Kearny Scots               |
| 1895/96   | Geen Data Gevonden                  |                            |
| 1896/97   | Centreville AC                      | Brooklyn Wanderers         |
| 1897/98   | Paterson True Blues                 | Kearny Scots               |
| 1898/99   | Paterson True Blues                 | Kearny Arlington           |
| 1899-1906 | Geen competitie                     |                            |
| 1906/07   | West Hudson AA                      | Kearny Scots               |
| 1907/08   | Newark FC                           | Paterson Rangers           |
| 1908/09 0 | East Newark Clark AA West Hudson AA |                            |
| 1909/10   | West Hudson AA                      | Jersey AC                  |
| 1910/11   | Jersey AC                           | Paterson Wilberforce       |
| 1911/12   | West Hudson AA                      | Paterson Wilberforce       |
| 1912/13   | West Hudson AA                      | Paterson True Blues        |
| 1913/14   | Brooklyn Field Club                 | West Hudson AA             |
| 1914/15   | West Hudson AA                      | Jersey AC                  |
| 1915/16   | Harrison Alley Boys                 | Kearny Scots               |
| 1916/17   | Jersey AC                           | Kearny Scots               |
| 1917/18   | Paterson FC                         | Bethlehem Steel FC         |
| 1918/19   | Bethlehem Steel FC                  | Philadelphia Merchant Ship |
| 1919/20   | Bethlehem Steel FC                  | Kearny Erie                |
| 1920/21   | Bethlehem Steel FC                  | New York FC                |

ALPF (1894–95) · 
NAFBL (1895–1921) · 
ASL I (1921–33) · 
ASL II (1933–83) · 
ISL (1960-65) ·
NPSL I (1967) · 
USA (1967) · 
NASL (1968–85) · 
MISL I (1978–92) · 
NPSL II (1984–2001) · 
USL I (1984–85) · 
WSA (1985–89) · 
LSSA (1987–92) · 
ASL III (1988–89) · 
CISL (1993–97) · 
EISL (1997–98) · 
WISL (1998–2001) · 
WUSA (2001–03) · 
MISL II (2001–08) · 
XSL (2008–09) · 
USL First Division (2005–2010) · 
USL Second Division (1990–2010) · 
D2 Pro League (2010) ·
NASL (2011–17)